# Cabieces

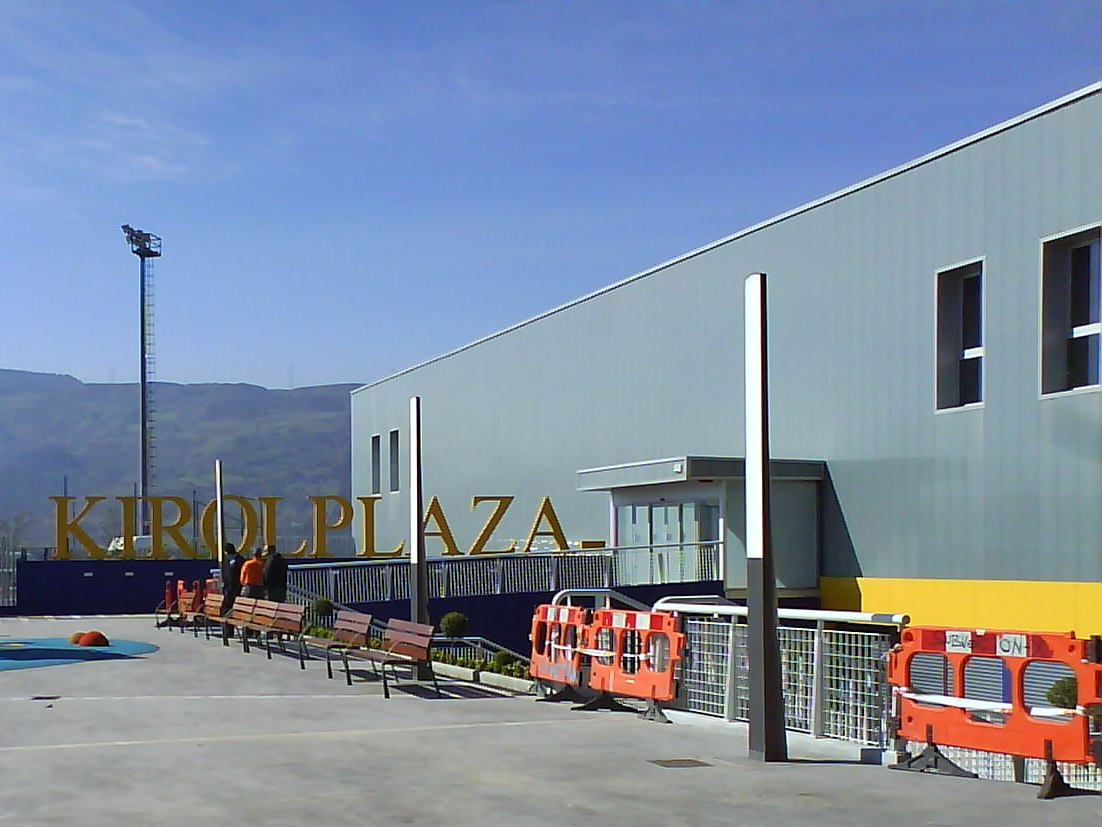
Uno de los edificios del Polideportivo de Cabieces.

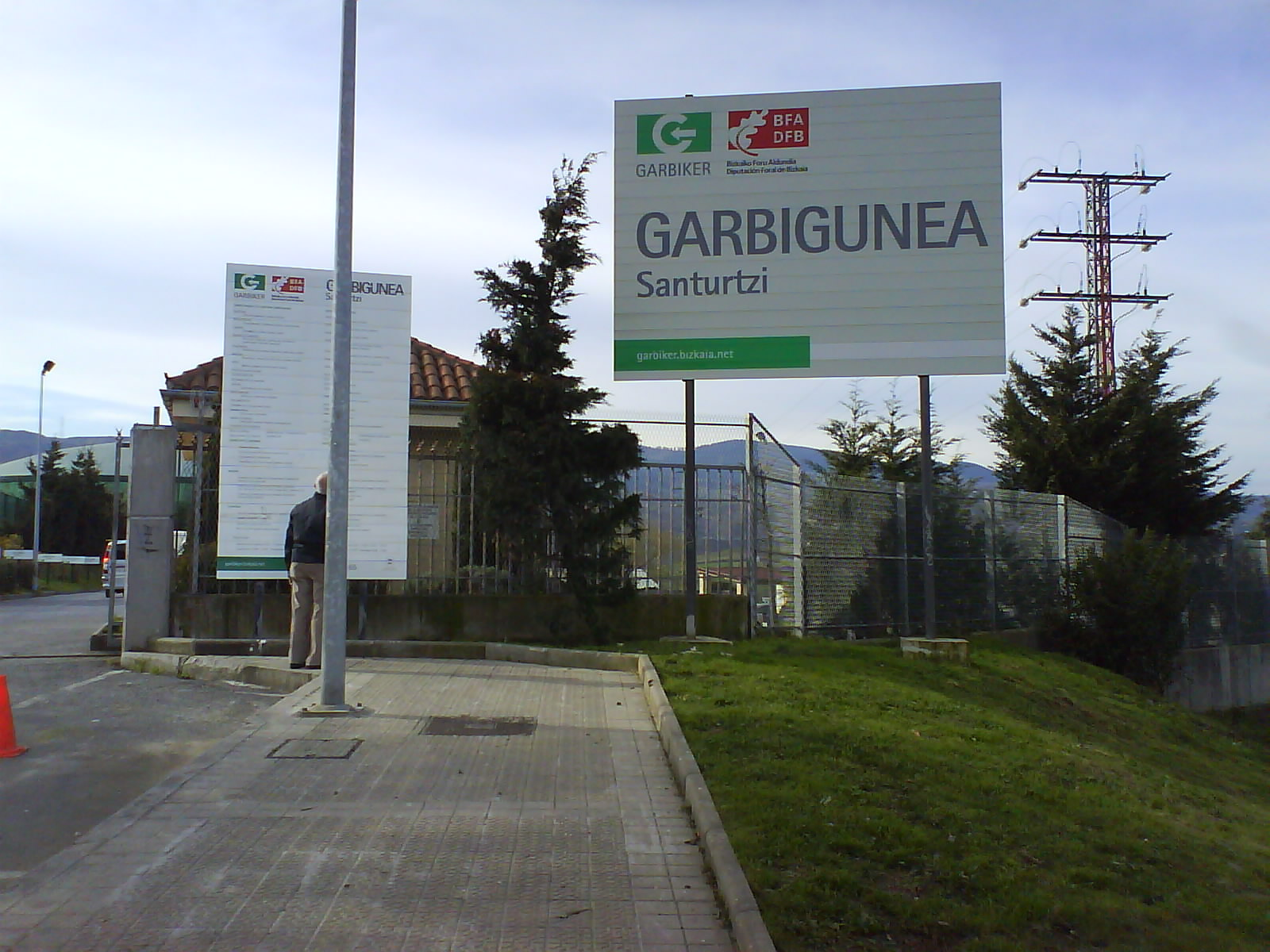
Garbigune de Santurce.

Cabieces (en euskera Kabiezes) es un barrio del municipio de Santurce, en Vizcaya. El barrio lo componen los núcleos de Cabieces, Los Cuetos, Los Hoyos, Ranzari y Pajares. El barrio es el más habitado de Santurce. Limita al sur con Ortuella; al este con la villa de Portugalete, unida por la avenida Antonio Alzaga; al oeste se topa con el monte Serantes, Abanto Ciérvana y al norte con el barrio de Santa Eulalia.

## Servicios
- Biblioteca infantil de Cabieces/Kabiezes
- Biblioteca municipal de Cabieces/Kabiezes
- Cementerio municipal
- Garbigune Santurtzi (punto limpio)
- Hotel San Jorge
- Mercado de Cabieces
- Policía municipal
- Polideportivo de Cabieces / Kabiezes kirolgunea - centro deportivo
- Ambulatorio de Kabiezes (es el principal de Santurce pero pertenece a Kabiezes).
- Colegio Emilia Zuza Brun ikastetxea
- IES Axular DBH

## Principales calles
- Avenida Antonio Alzaga
- Calle José Miguel Barandiarán
- Calle Lauaxeta
- Camino de Los Hoyos
- Calle Axular
- Calle Fundación Hogar
- Calle Doctor Ferrán
- Calle Cotillo

## Transporte
- Sirve de entrada a la Autovía del Cantábrico (A-8).

- El barrio de Cabieces está comunicado por autobús, y el metro de Bilbao, con la estación de Kabiezes, en la Línea 2.

### Bizkaibus
- A2315 Santurtzi - UPV/EHU
- A3129 Lutxana - Cruces/Gurutzeta - Santurtzi
- A3135 Sestao - Cabieces
- A3151 Bilbao - Santurtzi (por autopista)
- A3334 Santurtzi - Balmaseda
- A3335 Muskiz - Sestao

### Metro de Bilbao
- Estación de Kabiezes.